# Alice Buysse
Pour les autres membres de la famille, voir Famille Buysse.
Pour les articles homonymes, voir Buysse.
Alice Buysse, née à Nevele (Flandre-Orientale) le 8 juillet 1868 et décédée à Gand le 25 janvier 1963, est une femme politique belge du Parti libéral, auteure et militante des droits des animaux.

## Famille et éducation
Fille cadette d’une famille de trois enfants, Alice Buysse grandit dans une famille bourgeoise et intellectuelle. Son père, Louis Buysse, est un industriel, conseiller et échevin libéral de Nevele. Sa mère, Pauline Loveling, est issue d’une famille de notables de Nevele. Deux de ses tantes, Virignie Loveling et Rosalie Loveling, sont écrivaines et poétesses d’expression néerlandaise. Ses grands-oncles, Paul Fredericq et Julius McLeod, sont également des dirigeants libéraux flamands. Alice est la seule fille de sa famille. Elle a deux frères, Cyriel Buysse, référence dans l’histoire littéraire flamande et partisan du naturalisme et Arthur Buysse, parlementaire qui aura un rôle important dans le développement du libéralisme populaire de Gand durant la période d’avant-guerre.
Entourée de sa mère et de ses tantes, Alice est élevée dans une atmosphère familiale qui accorde une place importante à la créativité et au développement personnel. L’éducation des enfants est marquée d’un engagement politique, culturel et social. Alice passe une partie de son enfance dans le jardin de sa grand-mère maternelle, Marie Comparé, grande admiratrice de la nature et des animaux, qui lui apprend les langues étrangères. Après ses études primaires à Nevele, et à l’initiative de son père qui souhaite qu’elle reste dans un environnement libéral, Alice déménage à Gand pour entamer ses études secondaires à l'Institut libéral de Kerchove où elle termine son cycle éducatif. Elle vit durant seize mois avec sa tante Virginie Loveling, qui vient de faire construire une maison à Gand.
Le 26 février 1892, à l’âge de vingt-quatre ans, Alice se marie à Edmond De Keyser, un riche brasseur de Zaffelare. En 1912, ils quittent Zaffelare pour s’installer à Drongen. Le couple reste sans enfant.

## Carrière professionnelle

### Ses débuts
Après avoir épousé Edmond De Keyser en 1892, elle s’installe à Zaffelare et mène une simple vie d’épouse. Toutefois, lorsque son père meurt en 1901, sa mère reprend l’entreprise familiale mais meurt en 1911. Alice décide alors de reprendre l’entreprise puisqu'aucun de ses frères ne semblait intéressé. Elle prend alors la tête de l’entreprise et devient la présidente du conseil d’administration de l’usine pendant plus de soixante ans. Elle transforme cette société en une société anonyme en 1913 : la chicorée nv Buysse-Loveling, dont elle devient la directrice générale.
Elle transmet, en 1936, l’entreprise au fils de son frère Cyriel, René Buysse. L’usine ferme en 1971 en raison de la chute de demande en chicorée.

### La première guerre mondiale
Durant la guerre, Alice Buysse s’engage dans l’aide d’urgence pour les victimes de la guerre. Elle commence à Nevele et devient la présidente du Comité national de secours et d’alimentation dans la région de Deinze, qui est une organisation d’aide qui essaye de répondre aux besoins directs de la population.
À Gand, elle commence à collaborer avec les épouses des principales familles libérales de Gand, dont la famille Kerchove de Denterghem. Elle s’investit dans plusieurs projets ambitieux tels que l’aide aux dentellières, qui aide les femmes dont les maris sont des soldats de première ligne ou sont décédés durant la guerre. Ces femmes peuvent, dans un espace prévu, prendre leurs commandes et vendre les dentelles à un montant fixe.
Elle s’investit également dans le fonctionnement de la Croix Verte, qui est une organisation fournissant des repas chauds bon marché aux personnes ne disposant pas d’aide sociale. Elle préside également L’œuvre des réfugiés, qui est une organisation aidant les personnes déplacées.
C’est avec toutes ces actions qu’elle commence à se faire remarquer par la population gantoise mais aussi par les contremaîtres libéraux de Gand.

## Engagement politique
Peu fervente de l’action politique dure, Alice préfère l’engagement social, lié aux initiatives locales. Avant la guerre, elle s’engage dans une association féminine libérale qui entreprend des activités caritatives à Gand, l’Amicale des Dames gantoises, et en devient la présidente après plusieurs années.
Après la guerre, elle fonde en 1921 la Fédération Nationale des Femmes Libérales avec, entre autres, Marthe Boël et Jane Brigode. Bien qu’elle soutienne la lutte pour l’égalité des droits des femmes, elle ne participe que rarement aux réunions et aux assemblées au niveau national pour se concentrer sur ses activités à Gand. En 1928, elle devient membre du premier conseil du Secrétariat des Œuvres Sociales, une organisation des femmes libérales à caractère philanthropique et plus tard socioculturelle.
Son engagement social et ses capacités de leadership durant la Première Guerre mondiale attirent l’attention du parti politique libéral à la recherche d’une femme populaire à Gand. Au vu des élections communales de 1926, elle devient membre de la section féminine du Cercle libéral du Cinquième Arrondissement mais également cofondatrice et présidente de l’Association des sections féminines libérales de Flandre-Orientale. Malgré l’opposition de divers milieux, elle obtient finalement la sixième place sur la liste des élections communales. Elle prête serment en tant que conseillère communale le 3 janvier 1927 et devient donc la première femme conseillère libérale de Gand. Ses domaines de prédilection sont les affaires sociales, la charité ainsi que la protection des animaux.
Alice Buysse se représente aux élections communales en 1932 et termine deuxième sur la liste libérale grâce aux votes préférentiels. Aux élections communales suivantes de 1938, Alice se représente sur l’insistance de la Fédération des Femmes Libérales. La candidate de septante ans obtient sur la liste libérale le deuxième plus grand nombre de votes préférentiels.
Sa position sur l’émancipation des femmes étant explicite, elle déclare en 1937 que pour obtenir le droit de vote, les femmes devront elles-mêmes prendre l'initiative de s'engager politiquement et socialement, pour faire comprendre aux hommes qu’elles sont capables de jouer un rôle pertinent. Ses succès électoraux successifs lui valent le respect de sa vision dans divers milieux libéraux de Gand. Elle obtient notamment le droit pour les femmes de participer aux urnes pour les élections nationales ainsi que des places éligibles pour les élections provinciales.
En 1946, elle décide de ne plus participer aux élections mais aide tout de même à organiser la campagne électorale des candidates de la Fédération des Femmes Libérales de Gand.

## Protection des animaux
La protection et l’amour des animaux lui ont été transmis par sa famille. Elle a été cofondatrice de la Société gantoise pour la Protection des Animaux en 1897 et en reste la présidente jusqu’à sa mort en 1963. En 1923, la Société gantoise obtient le titre de « Société royale pour la Protection des Animaux » par un décret du Roi Albert Ier. Parmi les nombreux objectifs de la Société, on retrouve par exemple le fait d'interdire des jeux inhumains ou des combats avec des animaux, ou le fait d'apprendre aux enfants à l’école d’avoir de la compassion et d’être doux avec les animaux.
À partir de 1922, la Société publie un magazine tous les deux mois, le « Tijdschrift der Koninklijke Maatschappij der Dierenbescherming » (Bulletin de la Société Royale pour la Protection des Animaux). Entre 1934 et 1936, il est appelé Beschaven (civiliser). Ce magazine comprend des reportages sur les objectifs de la Société. Alice y écrit certains articles et y publie les poèmes de ses tantes Rosalie et Virginie Loveling ainsi que les histoires de son frère Cyriel Buysse. Il est de moins en moins publié au fil des années et finit par disparaître en 1954. C’est dans ce magazine qu’on découvre le talent d’écriture d’Alice. Elle y écrit tant des histoires et des rapports que des vœux et félicitations de Nouvel An. Étant bilingue, Alice écrit en français et en néerlandais.
Alice lutte notamment contre le non-respect des règles élémentaires dans les abattoirs, la vivisection sur les animaux, le dressage des animaux à faire des tours... Elle tente de donner un cadre juridique aux droits des animaux.
Une de ses plus grandes réalisations est la construction, en 1956, d’un refuge pour animaux dans le parc de la Citadelle.

## Hommage et distinction
Après les élections de 1946, un grand hommage est organisé par l’Association Libérale pour remercier Alice de tous les services qu’elle a rendu.
Elle reçoit également de nombreux prix tels que la Médaille Reine Elisabeth, la Croix Civique de 2e classe, le grade de Chevalier de l’Ordre de Leopold ainsi que la Médaille de reconnaissance de la Croix-Rouge française.

## Publication
En tant que présidente de la Société gantoise pour la Protection des Animaux, Alice Buysse écrit une trentaine de nouvelles mettant en avant le respect et l’amour des animaux.
Dans le Tijdschrift der Koninklijke Maatschappij der Dierenbescherming (Bulletin de la Société Royale pour la Protection des Animaux) pour la Flandre-Orientale et Bruges : 
- 1927 : Le bon scout et le petit chien
- 1928 : Nos chiens de trait
- 1929 : De wreede muit
- 1931 : Aix-les-Bains - Impressions
- 1931: Het vinkje van den groentenboer
- 1931 : De bloemen van Meester Deprest
- 1940 : Het oudje heeft ons diep ontroerd

Dans l’Almanach des Sociétés Protectrices des Animaux : 
- 1929 : Souvenirs d'autrefois
- 1931 : Gaâ
- 1931 : De voorbeeldige woonwage
- 1931 : Mussche
- 1932 : Herinneringen uit mijn kindertijd. Onze beestjes
- 1933 : J’ai vu les cigognes

Dans le magazine Beschaven (Civiliser) : 
- 1934 : Mes cygnes
- 1938 : Duivenschieten
- 1938 : Het vogelenparadijs te Neuchâtel
- 1938 : A nos amis grands et petits
- 1938 : Un bon petit garçon
- 1939 : Arme vinkjes
- 1940 : Nieuwjaar
- 1940 : Hoe ik dierenbeschermster werd
- 1940 : Par un jour de guerre
- 1946 : Oorlogsvisioenen. Wat ik zag
- 1946 : Fan en haar jongen
- 1946 : Cesar
- 1947 : Les parents inconscients
- 1949 : Emouvants souvenirs. Hier et aujourd’hui
- 1950 : Un triste souvenir
- 1954 : Ik ook heb zulks beleefd